# Somogy
Somogy er en af de 19 provinser i Ungarn. Provinsen har et areal på 6.036 kvadratkilometer, og et indbyggertal (pr. 2008) på 325.024. Somogys hovedstad er Kaposvár, der også er provinsens største by.
- Wikimedia Commons har flere filer relateret til Somogy

46°25′N 17°35′Ø / 46.42°N 17.58°Ø